# Пайк (окръг, Илинойс)
Окръг Пайк (на английски: Pike County) е окръг в щата Илинойс, Съединени американски щати. Площта му е 2199 km², а населението - 17 384 души (2000). Административен център е град Питсфийлд.